# Вевюрово
Вевюрово (пол. Wiewiórowo) — село в Польщі, у гміні Маново Кошалінського повіту Західнопоморського воєводства.
У 1975-1998 роках село належало до Кошалінського воєводства.